# Dinotrema vesparum
Dinotrema vesparum är en stekelart som först beskrevs av Stelfox 1943.  Dinotrema vesparum ingår i släktet Dinotrema och familjen bracksteklar. Inga underarter finns listade i Catalogue of Life.